# 唐树杰
唐树杰（1944年11月—）河北人，中国共产党及中华人民共和国官员。

## 生平
唐树杰是中国共产党党员。曾任国务院机关事务管理局副局长、全国机关事务工作协会常务副会长。卸任副局长后，继续担任全国机关事务工作协会常务副会长。他还是第十届全国政协委员，界别为特别邀请人士。